# Meerjungfrauen küssen besser
Meerjungfrauen küssen besser ist ein US-amerikanischer Kinofilm von Richard Benjamin aus dem Jahr 1990.
Der Film basiert auf dem Roman Mrs. Flax & Töchter (Originaltitel: Mermaids) der amerikanischen Autorin Patty Dann aus dem Jahr 1986.

## Handlung
Der Film spielt in der ersten Hälfte der 1960er-Jahre in den USA. Erzählt wird die Geschichte aus der Sicht der 15-jährigen Charlotte Flax, die mit ihrer sexuell freizügigen Mutter Rachel und ihrer achtjährigen Schwester Kate zusammenlebt und ihren Vater nie kennengelernt hat. Das große Problem und die einzige Konstante dieser Kleinfamilie ist der ständige Ortswechsel, verursacht von Mrs. Flax, die nach jeder gescheiterten Beziehung mitsamt ihren Töchtern umzieht, nur um in einer neuen Stadt den Fehler zu wiederholen.
Die Töchter haben sich ihre eigenen Fluchten aus der Realität geschaffen: Kate ist begeisterte Schwimmerin und fühlt sich unter Wasser am wohlsten, Charlotte zeigt ein großes Interesse an der katholischen Kirche, obwohl die ganze Familie jüdisch ist.
Ein erneuter Umzug führt die drei nach Neuengland, in die fiktive Kleinstadt Eastport in Massachusetts. Dort stürzt sich Mrs. Flax in eine Beziehung mit dem von seiner Ehefrau verlassenen Schuhverkäufer Lou, der sich nicht nur um sie bemüht, sondern auch für Charlotte und Kate zu einem Ersatzvater wird. Zum ersten Mal entwickelt Mrs. Flax ernsthafte Gefühle für einen Mann.
Auch Charlotte entdeckt unerwartet die Liebe, was ihr streng religiöses Weltbild reichlich durcheinanderbringt. Der Mann ihrer Träume ist der junge schweigsame Schulbusfahrer Joe. Allmählich kommen sich beide näher. Eines Abends kommt es zu einem Unglück: Charlotte lässt ihre kleine Schwester allein am Fluss spielen, während sie mit Joe Zärtlichkeiten austauscht. Kate fällt ins Wasser und verliert das Bewusstsein. Zufällig vorbeikommende Nonnen können sie retten.
Während Kate im Krankenhaus liegt, kommt es zur heftigen Auseinandersetzung zwischen der Mutter und Charlotte. Mrs Flax wirft ihrer älteren Tochter vor, dass ihre Pflichtvergessenheit fast zum Tode Kates geführt habe. Sie ohrfeigt Charlotte und fordert sie auf, ihre Sachen zu packen und das Haus zu verlassen. Doch Charlotte entgegnet ihrer Mutter, dass diese sich nie um die Bedürfnisse der Töchter gekümmert, sondern egoistisch ihre Männerbekanntschaften in den Mittelpunkt ihres Lebens gestellt habe.
Nach dieser Aussprache versöhnen sich beide. Mrs. Flax führt fortan eine ernsthafte Beziehung mit Lou, Charlotte flieht nicht länger in die Religion, mit Joe trifft sie sich nicht mehr. Sie tritt selbstbewusst in ihrer Schule auf und wird von Mitschülern umschwärmt. Kate ist nach wie vor die beste ihrer Altersklasse im Schwimmclub. In der Schlussszene tanzen die Mutter und ihre Töchter gemeinsam in der Küche ihres Hauses, während sie das Essen vorbereiten.

## Hintergrund
- Ursprünglich sollte Emily Lloyd die Rolle der Charlotte spielen, wurde aber kurzfristig durch Winona Ryder ersetzt, mit der Begründung, dass diese Cher ähnlicher sehe. Emily Lloyd erhielt später eine finanzielle Entschädigung für ihre Kündigung.
- Auch die Suche nach einem geeigneten Regisseur erwies sich als schwierig: Sowohl Frank Oz als auch Lasse Hallström sprangen ab, da sie sich nicht mit Cher verstanden. Am Ende erhielt Richard Benjamin den Job.

## Soundtrack
Am 13. November 1990 erschien der von Geffen Records produzierte Soundtrack zum Film. Zwei der Titel sind von der Hauptdarstellerin Cher gesungene Coverversionen.
Titelliste:
1. The Shoop Shoop Song (It’s in His Kiss) – Cher
2. Big Girls Don’t Cry – The Four Seasons
3. You’ve Really Got A Hold On Me – The Miracles
4. It’s My Party – Lesley Gore
5. Johnny Angel – Shelley Fabares
6. Baby I’m Yours – Cher
7. Just One Look – Doris Troy
8. Love is strange – Mickey & Sylvia
9. Sleepwalk – Santo & Johnny
10. If You Wanna Be Happy – Jimmy Soul

Folgende weitere Songs sind im Film zu hören:
- The Shoop Shoop Song (It’s in His Kiss) – Betty Everett
- Dominique – Soeur Sourire
- Fever – Peggy Lee
- Blame It on the Bossa Nova – Eydie Gormé
- Baby Workout – Jackie Wilson
- I’ve Found a New Baby – Django Reinhardt
- Sugar Shack – Jimmy Gilmer & The Fireballs
- Mambo Italiano – Rosemary Clooney
- Sleepwalk – Santo & Johnny
- Stubborn Kind of Fellow – Marvin Gaye
- Auld Lang Syne

## Kritiken
- Videowoche: Geistreiche Komödie im Ambiente der 60er Jahre mit vielen witzigen Einfällen und einer Portion Melodram.
- film-dienst 11/1991: Unentschlossen zwischen Drama und Komödie pendelnd, unterhält der routiniert, aber lustlos inszenierte Film nur in der ersten Hälfte durch witzige und emotionsgeladene Dialoge sowie einige schauspielerische Leistungen; Zeitkolorit wird überwiegend nur über die Musik jener Jahre vermittelt.
- epd Film 6/1991: Weil es keine zwingende Struktur und keinen zentralen Konflikt gibt, plätschert das Geschehen so vor sich hin. Das stört während er ersten Hälfte kaum, wenn die Figuren aus all ihren Macken und Schrullen noch etabliert werden, wenn der Film noch verblüfft mit seinem beißenden Witz und seinem präzisen Timing. Dann aber scheint der Autorin June Robert ein wenig die Luft ausgegangen zu sein, plötzlich steht die Aktion still und die Bilder geraten ins Kriechen.